# Pedo熊
Pedo熊（英語：Pedobear），又名蘿莉熊或是熊頭，是誕生於美國大型討論站4chan的虛構人物。它被描述为一隻有著戀童癖情結的熊。

## 來源
Pedobear的造型是源自於日本大型討論站2ch的AA繪圖人物，原本被稱為，僅僅是一隻熊外型的AA繪圖圖像，並沒有和蘿莉控或戀童癖扯上關係。直到它被傳入美國的貼圖討論版4chan後，逐漸被加上有戀童癖的設定，並有了這個名字。一詞源自於英文中的的非正式缩写（「pedo-」原意為「兒童的」），即戀童癖的意思，因此，的字面意思是“恋童癖的熊”。最後它形成一種與戀童癖者有關的代表性虛構角色。

## 画廊

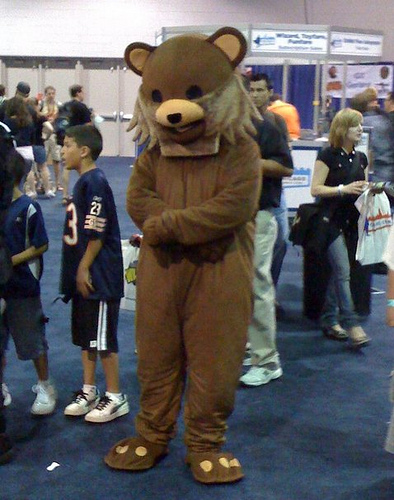
Pedobear角色扮演

原始的单行版本：
くまくま━━━━━━ヽ（ ・(ｪ)・ ）ノ━━━━━━ !!!
多次修改后的ASCII艺术版本：
```
      ∩＿＿＿∩
     |ノ      ヽ
    /   ●    ● | クマ──！！
   |     (_●_) ミ
  彡､     |∪|  ､｀＼
/ ＿＿    ヽノ /´>   )
(＿＿＿）     /  (_／
  |        /
  |   ／＼  ＼
  | /     )   )
   ∪     （   ＼
           ＼＿)

```